# Magdalena Lubiarz
Magdalena Maria Lubiarz (ur. 31 lipca 1976 w Lublinie) – polska ekolog i entomolog, dr hab. nauk rolniczych, adiunkt w Katedrze Ochrony Środowiska Przyrodniczego i Krajobrazu Katolickiego Uniwersytetu Lubelskiego Jana Pawła II.

## Życiorys
W 2000 ukończyła studia w zakresie ochrony środowiska w Katolickim Uniwersytecie Lubelskim Jana Pawła II, natomiast 27 czerwca 2006 uzyskała stopień doktora nauk biologicznych na podstawie pracy Stawonogi na dębie szypułkowym (Quercus robur L.) na terenie przemysłowym i chronionym, 19 września 2017 habilitowała się na Uniwersytecie Przyrodniczym we Wrocławiu na podstawie rozprawy zatytułowanej Występowanie stawonogów na róży dzikiej (Rosa canina L.) i róży pomarszczonej (Rosa rugosa Thunb.) w zieleni miejskiej Lubelszczyzny i Mazowsza Zachodniego.
Po ukończeniu studiów zatrudniona w Instytucie Architektury Krajobrazu na Wydziale Matematyki, Informatyki i Architektury Krajobrazu Katolickiego Uniwersytetu Lubelskiego Jana Pawła II. Objęła tam funkcję kierownika Katedry Ochrony Środowiska Przyrodniczego i Krajobrazu. W latach 2018–2019 pełniła także funkcję prodziekana Wydziału Matematyki, Informatyki i Architektury Krajobrazu. Od 1 października 2022 pracuje na Wydziale Nauk Przyrodniczych i Technicznych, w Instytucie Matematyki, Informatyki i Architektury Krajobrazu. 